# Jesus College (Oxford)
Il Jesus College è uno dei colleges costituenti l'Università di Oxford. Fondata nel 1571 da Elisabetta I d'Inghilterra anche grazie all'aiuto dell'avvocato gallese Hugh Price, era fortemente predisposto ad accogliere gli studenti di teologia e quelli provenienti comunque dal Galles, ma col tempo questa peculiarità è progressivamente venuta meno. Le donne furono ammesse nel 1974.
Le costruzioni più antiche del primo quadrangle sono del XVI-XVII secolo; un secondo cortile fu aggiunto fra il 1640 ed il 1713, mentre il terzo quadrangle è datato 1906.